# Torrelavandeira
Torrelavandeira (llamado oficialmente A Torre Lavandeira) es un lugar español situado en la parroquia de Fervenzas, del municipio de Aranga, en la provincia de La Coruña, Galicia.

## Demografía
| Gráfica de evolución demográfica de Torrelavandeira entre 2000 y 2024 |
|                                                                       |
| Datos según el nomenclátor publicado por el INE.                      |